# Nicolas Bay
Ne doit pas être confondu avec Nicolas Bays.
Pour les articles homonymes, voir Bay.
Nicolas Bay, né le 21 décembre 1977 à Saint-Germain-en-Laye (Yvelines), est un homme politique français d'extrême droite.
Membre du Front national (FN) à partir de 1992, il soutient la scission menée en 1998 par Bruno Mégret et rejoint son Mouvement national républicain (MNR), dont il est l'un des dirigeants pendant plusieurs années.
Revenu au FN en 2009, il est nommé porte-parole de la campagne présidentielle de 2012 de Marine Le Pen. Figure de l’aile identitaire et libérale-conservatrice du parti (devenu RN en 2018), il occupe en son sein les fonctions de secrétaire général puis de vice-président entre 2014 et 2018.
Il est conseiller régional de Haute-Normandie et de Normandie depuis 2010 et député européen depuis 2014. Il est co-président du groupe Europe des nations et des libertés (ENL) au Parlement européen de 2017 à 2019, puis vice-président du groupe Identité et démocratie (ID) de 2019 à 2022.
Lors de la campagne présidentielle de 2022, suspendu du RN, il rallie Éric Zemmour et son parti Reconquête, dont il devient vice-président exécutif. Après sa réélection au Parlement européen en 2024 sur la liste de Marion Maréchal, il fait partie des quatre élus sur cinq de Reconquête à être exclu du parti pour une tentative non concertée de rapprochement avec le RN en vue des élections législatives anticipées. Il rejoint ensuite le parti Identité-Libertés (IDL) de Marion Maréchal.
En mars 2025, Nicolas Bay est condamné à 12 mois de prison dont dix ferme et 3 ans d'inéligibilité avec exécution provisoire dans le cadre de l'affaire des assistants parlementaires, il est ainsi démis de ses fonctions de conseiller régional de Normandie.
Ses liens avec la Russie sont sources de controverses.

## Situation personnelle

### Enfance et vie privée
Nicolas Bay naît à Saint-Germain-en-Laye le 21 décembre 1977. Après avoir été giscardiens, ses parents se rapprochent du Front national. Nicolas Bay indique avoir passé une enfance dans un « environnement privilégié » à Maisons-Laffitte (Yvelines). Il fréquente les Scouts unitaires de France. Sa sœur, Marie de Saint-Charles, est religieuse et devient la prieure générale des Dominicaines du Saint-Esprit en 2019.
Il se présente comme catholique pratiquant. Il est marié et père de trois enfants.

### Carrière professionnelle
Nicolas Bay commence une préparation militaire parachutiste en 1995. Il obtient un DEUG en droit en 2000 à l'université Paris-Nanterre ; il s'inscrit ensuite en licence de droit, mais il ne la finit pas, privilégiant son engagement politique au sein du Renouveau étudiant.
Il dirige une société informatique et gère le site du MNR. Pendant deux mois, il travaille au sein de la société Riwal, dirigée par Frédéric Chatillon.

## Parcours politique

### Débuts au Front national
Il indique avoir adhéré au Front national en 1992, à l'âge de 15 ans, après un meeting à Paris de Jean-Marie Le Pen. Il devient par la suite responsable départemental dans les Yvelines et régional en Île-de-France du Front national de la jeunesse et adhère parallèlement au syndicat étudiant d'extrême droite Renouveau.
En 1998, il fonde, avec Jean-Baptiste Péron et Guillaume Peltier, l'association Jeunesse action chrétienté, un mouvement qui se mobilise contre le PACS,.

### Au Mouvement national républicain
Lors de la scission du Front national de 1998-1999, Nicolas Bay s'engage aux côtés de Bruno Mégret et devient directeur national adjoint du Mouvement national de la jeunesse, la branche jeune du Mouvement national républicain.
Il est élu conseiller municipal de la commune de Sartrouville (Yvelines) à l'issue des élections municipales de 2001, où sa liste obtient 11,3 % des voix exprimées et deux élus.
Lors des élections législatives de 2002 dans la cinquième circonscription des Yvelines, il se présente avec comme suppléant René Schleiter, beau-frère de Robert Faurisson, et recueille 1,8 % des voix.
En 2004, il est tête de liste du MNR en Île-de-France aux élections régionales se retrouvant face à Marine Le Pen, qui représente le FN, puis aux élections européennes.
Nicolas Bay est directeur de la campagne du MNR aux élections législatives de 2007. En 2007, il devient  secrétaire général du parti.
Il se représente aux élections municipales de 2008 à Sartrouville et sa liste obtient 5,2 % des voix, ce qui lui permet de siéger à nouveau au conseil municipal.
Nicolas Bay est exclu du parti MNR lors du conseil national du 23 septembre 2008.

### Retour au Front national

#### Participation aux élections nationales et locales de 2009-2015

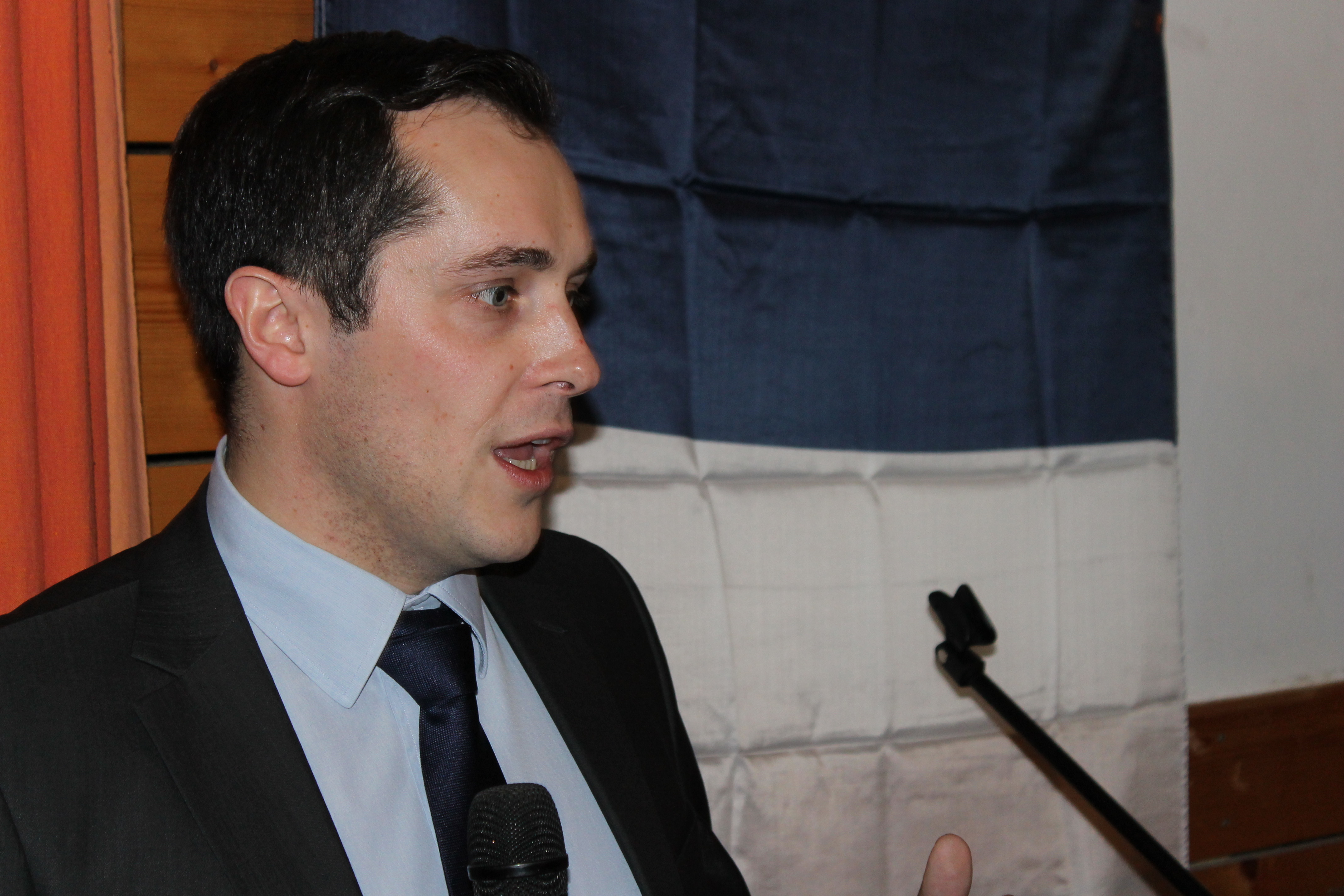
Nicolas Bay en 2012.

Lors des élections européennes de 2009, Nicolas Bay est candidat en dernière position sur la liste du Front national conduite par Marine Le Pen dans la circonscription Nord-Ouest (Nord-Pas-de-Calais, Picardie, Basse-Normandie et Haute-Normandie).
Le 8 septembre 2009, la commission nationale d'investiture du FN désigne Nicolas Bay comme tête de liste du parti aux élections régionales de 2010 en Haute-Normandie. Marine Le Pen présente cette désignation comme une étape dans « l'union des patriotes » mais est perçue par certains partisans comme un « parachutage »,.
Au premier tour des élections régionales de 2010, la liste conduite par Nicolas Bay obtient 11,8 % des suffrages exprimés. À l'issue du second tour, la liste FN réunit 14,2 % des voix et obtient six élus régionaux. Il devient président du groupe FN au conseil régional de Haute-Normandie,.
Aux élections cantonales de 2011, il est candidat dans le canton de Grand-Couronne (Seine-Maritime), il obtient 21,4 % des suffrages, ce qui ne lui permet pas de se maintenir au second tour.
Nicolas Bay est candidat aux élections législatives de 2012 dans la quatrième circonscription de la Seine-Maritime. Il recueille 18,4 % des suffrages exprimés face à Laurent Fabius, qui est élu au premier tour. Durant cette campagne, il utilise un emploi fictif auprès de la société de communication Riwal de Frédéric Chatillon, ce qui vaudra au Front national une condamnation pour « recel d'abus de biens sociaux ».
Lors des élections européennes de 2014, il figure en quatrième position sur la liste Front national de la circonscription Nord-Ouest, conduite par Marine le Pen. Il est élu avec 33,6 % des suffrages exprimés.

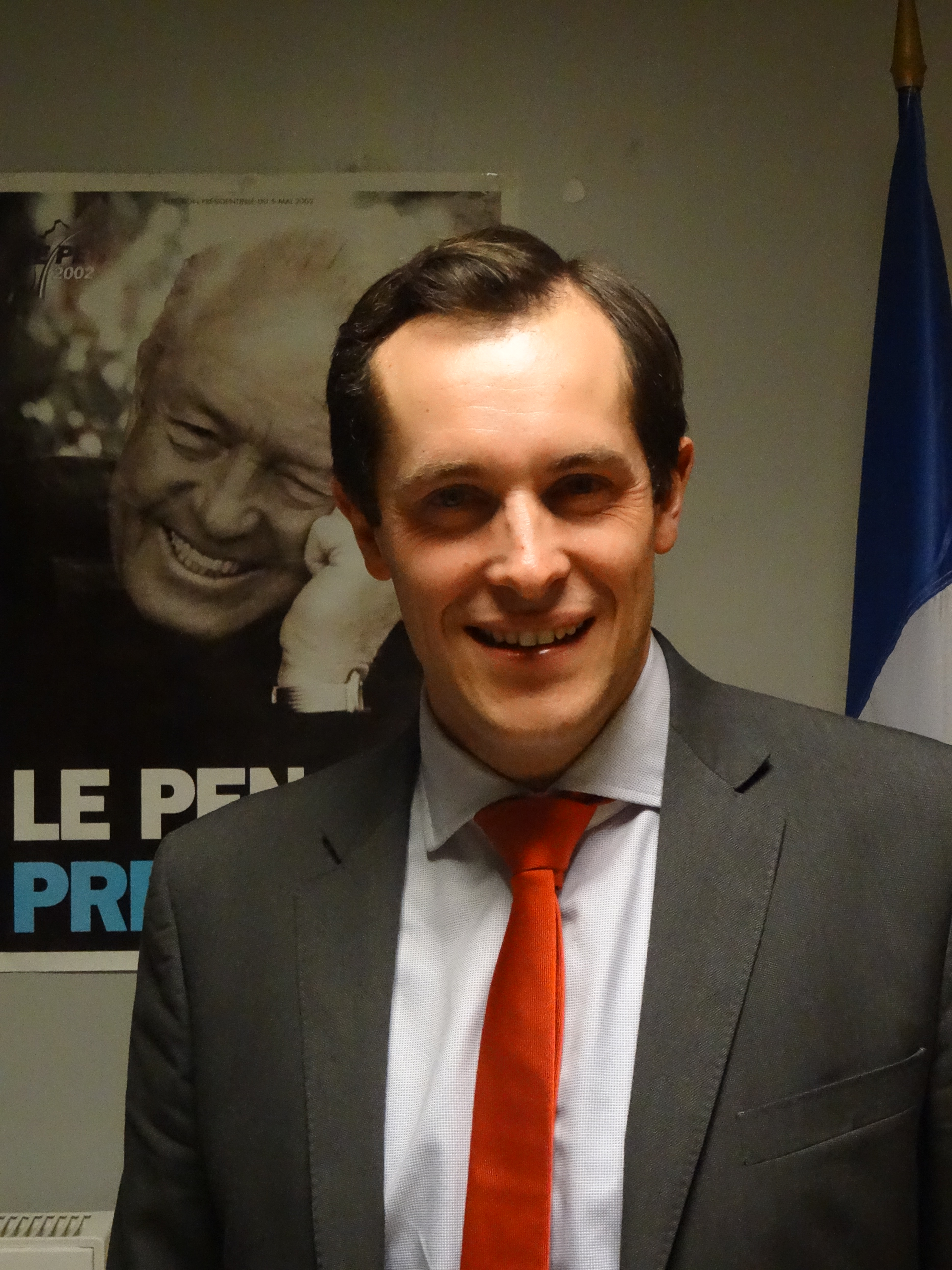
Nicolas Bay en 2015.

En vue des élections régionales de 2015, il est désigné pour conduire la liste FN dans la nouvelle région Normandie. La liste obtient 27,5 % des voix, derrière celles de l'union de la droite, menée par l'ancien ministre Hervé Morin (36,4 %), et de l'union de la gauche, menée par le président sortant de Haute-Normandie, Nicolas Mayer-Rossignol (36,1 %) ce qui à Nicolas Bay de se présenter au second tour. À l'issue du scrutin, il est élu conseiller régional de la nouvelle région.

#### Secrétaire général puis vice-président du Front national
En décembre 2012, Nicolas Bay est nommé secrétaire général adjoint du Front national et directeur de campagne du parti pour les élections municipales de 2014 dans les communes de plus de 1 000 habitants.
Nicolas Bay se présente aux élections municipales de 2014 à Elbeuf, la liste remportant 35,6 % des voix et six élus municipaux. Il y est élu conseiller municipal, ainsi que conseiller communautaire à la communauté d'agglomération Rouen Elbeuf Austreberthe. En application de la loi limitant le cumul des mandats électifs, Nicolas Bay renonce à ses deux mandats d'Elbeuf le 16 mars 2015.
Lors du congrès de Lyon de novembre 2014, Nicolas Bay est élu au comité central, en arrivant en dixième position. Lors du congrès de Lyon de novembre 2014, Nicolas Bay est élu au comité central, en arrivant en dixième position. Il est nommé secrétaire général du Front national par Marine Le Pen, succédant à Steeve Briois. D'après Abel Mestre, journaliste au Monde, il est nommé pour « sa fine connaissance de la carte électorale, ses analyses politiques », « mais aussi pour doter la direction du FN d’un pôle « libéral conservateur », face à Florian Philippot et ses orientations plus étatistes ».
Il dirige la campagne du FN pour les élections législatives de 2017. Lui-même candidat dans la 6e circonscription de la Seine-Maritime, il est éliminé au premier tour avec 22,8 % des suffrages exprimés face au candidat communiste.
En 2017, Nicolas Bay quitte sa fonction de secrétaire général du FN et est nommé vice-président du parti chargé des affaires européennes. En 2018, lors du XVIe congrès du Front national, il est élu au conseil national du FN, devenu Rassemblement national.

#### Co-président du groupe ENL au Parlement européen
Après l'élection de Marine Le Pen à l'Assemblée nationale, il succède à cette dernière à la co-présidence du groupe Europe des nations et des libertés au Parlement européen.
Lors des élections européennes de 2019, il figure en 7e position sur la liste du RN.

#### Vice-président du groupe ID au Parlement européen
À la suite des résultats des élections européennes de 2019, lors desquelles il est réélu député européen, il devient vice-président du nouveau groupe Identité et démocratie au Parlement européen.
En 2019, son assistant parlementaire, Guillaume Pradoura, est expulsé du Rassemblement national après la reproduction d'un caricature antisémite jugée scandaleuse.
En juillet 2020, il perd sa place au sein de la commission nationale d'investiture du RN après une « purge des cadres identitaires ».
Il est tête de liste du Rassemblement national pour les élections régionales de 2021 en Normandie. Ses listes obtiennent près de 20 % des voix dans le cadre d'une quadrangulaire au second tour.

### Soutien à Éric Zemmour et vice-président exécutif de Reconquête

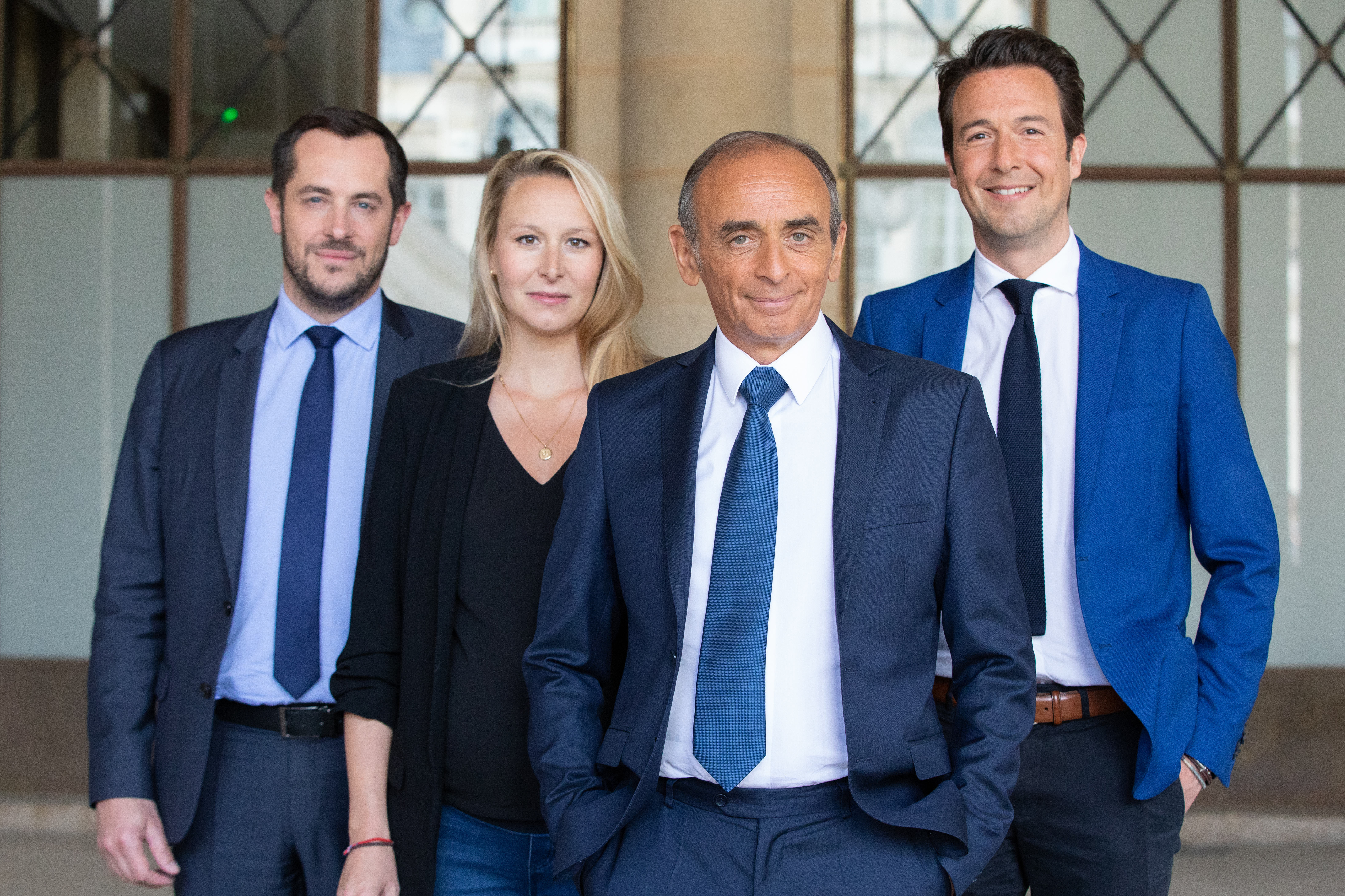
Éric Zemmour entouré des trois vice-présidents exécutifs de Reconquête, Nicolas Bay, Marion Maréchal et Guillaume Peltier (2022).

Nicolas Bay occupe la fonction de porte-parole de la candidate Marine Le Pen jusqu'au 15 février 2022, lorsque le parti le suspend, l'accusant de transmettre des informations depuis des mois à l'équipe d'Éric Zemmour ce qu'il réfute. Le lendemain, il annonce porter plainte contre le RN pour diffamation.
Il annonce le 16 février 2022 son ralliement au candidat Éric Zemmour pour l'élection présidentielle. Il est vice-président exécutif du parti Reconquête, au côté de Marion Maréchal et Guillaume Peltier
Lors des élections européennes de 2024 en France, il est candidat en quatrième position sur la liste de Reconquête conduite par Marion Maréchal. Il est élu pour un troisième mandat au Parlement européen, la liste du parti ayant obtenu 5,5 % des voix et cinq sièges. Trois jours après ce scrutin et en préparation des élections législatives provoquées par une dissolution d'Emmanuel Macron, il fait partie des trois vice-présidents du parti (avec Marion Maréchal et Guillaume Peltier), et avec Laurence Trochu – soit quatre des cinq nouveaux députés européens Reconquête –, à appeler à une union des droites autour du RN et d'Éric Ciotti ; cette prise de position contredit celle d'Éric Zemmour, hostile à tout rapprochement avec le parti présidé par Jordan Bardella,. Le président de Reconquête évoque alors une trahison et annonce l'exclusion de ces parlementaires,.
En octobre 2024, il adhère à Identité-Libertés (IDL), parti d'extrême droite fondé par Marion Maréchal.

## Prises de position

### Immigration et grand remplacement
Particulièrement critique envers l'immigration, comme la plupart des anciens du MNR, il est partisan de la théorie complotiste et raciste du grand remplacement, et appelle au rétablissement des frontières nationales. Il est aussi favorable à la « remigration ».

### Économie
S'affirmant « pour l'économie de marché » tout en appelant l'État à assurer les « protections fondamentales », il est considéré comme étant libéral sur les questions économiques,. En 2017, il juge que « la question monétaire est une question qui n'est pas prioritaire » et appelle le Front national à assouplir sa volonté de faire sortir la France de la zone euro, une idée qui aurait dissuadé beaucoup d'électeurs, notamment âgés, de voter aux élections nationales de 2017 pour le Front national,.

### Sujets sociétaux
Sur l'avortement, il déclare en 2011 que « les positions moralistes peuvent avoir légitimement leur place en matière religieuse, mais pas en matière politique » ; pour le sociologue Sylvain Crépon, « en dissociant opportunément positions morales et axes de lutte politique », il prend ainsi acte du fait que « l'accès à l'IVG ne fait plus partie des combats prioritaires de son parti ».
Il participe aux manifestations contre la loi de 2013 ouvrant le mariage aux couples de personnes de même sexe.

### Politique internationale
Durant le conflit syrien, il se rend en Syrie avec Thierry Mariani, fervent soutien de Bachar el-Assad, et d'autres élus d'extrême droite. Leur selfie pris aux alentours de la prison de Saidnaya en 2019, où sont disparus et torturé des milliers de Syriens, provoque une polémique,,.
En 2019, la DGSI classe Nicolas Bay parmi les « relais d'influence » utilisés par la Russie dans le cadre des précédentes élections européennes, et son assistant parlementaire, Guillaume Pradoura, est soupçonné d'être un agent russe. 
En 2021, Nicolas Bay est invité en Russie comme observateur d'élections, afin de servir de caution à un scrutin qui n'est pas reconnu par le Parlement européen et dont le déroulement est contesté. Il est sanctionné par le Parlement européen pour cette raison, de même que 5 autres eurodéputés du Rassemblement national,.
Novaïa Gazeta, journal russe indépendant, publie un « classement des eurodéputés « pro-Poutine » selon leur historique de vote en 2019-2023 ». Il situe Nicolas Bay à la 16e place sur 20 eurodéputés s'étant opposés à des résolutions anti-russes dans le cadre du conflit ukrainien (9 votes contre, 7 abstentions).
En 2024, Guillaume Pradoura, qui a été l'assistant parlementaire de Nicolas Bay, puis de l'eurodéputé allemand de l'AfD Maximilian Krah, est soupçonné d'ingérence étrangère pour la Russie et de corruption alors qu'il est assistant parlementaire de l'eurodéputé néerlandais Marcel de Graaff,,.

## Affaires judiciaires
Le texte peut changer fréquemment, n’est peut-être pas à jour et peut manquer de recul. 
Le titre et la description de l'acte concerné reposent sur la qualification juridique retenue lors de la rédaction de l'article et peuvent évoluer en même temps que celle-ci.

### Condamnation dans l'affaire des assistants parlementaires du Front national
Le 8 juin 2018, dans le cadre de l'affaire des assistants parlementaires du Front national au Parlement européen, il est mis en examen pour « abus de confiance ». Le 5 septembre 2018, sa mise en examen est requalifiée en « détournement de fonds publics ».
Le 22 septembre 2023, le parquet de Paris requiert un procès contre le Rassemblement national et 27 personnes liées au parti, dont Nicolas Bay. L'audience sur l’organisation du procès pour détournement de fonds publics et complicité se déroule du 30 septembre au 27 novembre 2024,. Nicolas Bay est notamment accusé d'avoir usé d'un emploi fictif de juillet 2014 à mars 2015 en employant Timothée Houssin en tant qu'assistant parlementaire sans réelles preuves d'activité en lien avec ses fonctions. Selon le magazine Complément d'enquête, l'eurodéputé aurait fourni en 2018 à la justice des revues de presse éditées antidatées afin de prouver l'activité de Timothée Houssin. Nicolas Bay se défend sur ce point en indiquant que certains éléments manquants ont juste été réimprimés depuis le site internet des médias.
Le 13 novembre 2024, le parquet requiert contre lui 18 mois d’emprisonnement dont 12 avec sursis, 30 000 euros d’amende et 3 ans d’inéligibilité avec exécution provisoire. Le jugement est rendu le 31 mars 2025. Il est condamné à 12 mois de prison dont dix ferme et 3 ans d'inéligibilité avec exécution provisoire.

### Poursuites pour diffamation envers le rappeur Médine et relaxe
À la suite de propos de Nicolas Bay accusant le rappeur Médine de proximité avec les Frères musulmans, Médine porte plainte contre Nicolas Bay pour diffamation en juin 2021. Nicolas Bay est mis en examen en mai 2022,. Le procès a lieu le 19 mars 2024. Il est finalement relaxé le 2 mai 2024 conformément aux réquisitions du Ministère Public, le tribunal jugeant qu'il s'agit d'une opinion et non d'une diffamation.

### Enquête pour provocation à la haine raciale
En mai 2021, une enquête est ouverte à son encontre pour « des faits supposés de provocation à la haine raciale » après un discours devant une mosquée en construction à Évreux qui a été diffusée sur les réseaux sociaux. Le 2 février 2023, le Parlement européen lève son immunité parlementaire à la suite de la demande du parquet d’Évreux.

## Détail des mandats et fonctions

### Parlement européen
- depuis le 1er juillet 2014 : député européen
- du 12 septembre 2017 au 1er juillet 2019 : co-président du groupe Europe des nations et des libertés au Parlement européen
- du 2 juillet 2019 au 16 février 2022 : vice-président du groupe Identité et démocratie au Parlement européen
- depuis 2024, député européen du groupe CRE[84].

### Mandats locaux
- 2001 - 2014 : conseiller municipal de Sartrouville (Yvelines)
- 26 mars 2010 - 13 décembre 2015 : conseiller régional de Haute-Normandie, président du groupe FN au conseil régional
- 23 mars 2014 - 17 mars 2015 : conseiller municipal d'Elbeuf (Seine-Maritime)
- 4 janvier 2016 - mars 2025 : conseiller régional de Normandie, président du groupe Normandie Bleu Marine au conseil régional

### Fonctions politiques
- 1997 - 1998 : secrétaire départemental du Front national de la jeunesse (FNJ) des Yvelines
- 2005 - 2008 : secrétaire général du Mouvement national républicain (MNR)
- depuis le 20 janvier 2011 : membre du bureau politique du Front national (FN)
- 10 janvier 2012 - 22 avril 2012 : porte-parole de la campagne présidentielle de Marine Le Pen
- 8 décembre 2012 - 30 novembre 2014 : secrétaire général adjoint du Front national
- 30 novembre 2014 - 30 septembre 2017 : secrétaire général du Front national
- 30 septembre 2017 - 11 mars 2018 : vice-président du Front national, chargé des affaires européennes

## Synthèse des résultats électoraux

### Élections législatives
| Année | Parti                   | Parti | Circonscription         | 1er tour | 1er tour | 1er tour | Issue |
| Année | Parti                   | Parti | Circonscription         | Voix     | %        | Rang     | Issue |
| ----- | ----------------------- | ----- | ----------------------- | -------- | -------- | -------- | ----- |
| 2002  |                         | MNR   | 5e des Yvelines         | 778      | 1,83     | 8e       | Battu |
| 2007  | 568                     | MNR   | 5e des Yvelines         | 1,34     | 8e       | Battu    |       |
| 2012  |                         | FN    | 4e de la Seine-Maritime | 9 029    | 18,36    | 2e       | Battu |
| 2017  | 6e de la Seine-Maritime | FN    | 12 886                  | 22,78    | 3e       | Battu    |       |

### Élections régionales
Les résultats ci-dessous concernent uniquement les élections où il est tête de liste.
| Année | Liste     | Liste | Région          | Premier tour | Premier tour | Premier tour | Second tour | Second tour | Second tour | Sièges   |
| Année | Liste     | Liste | Région          | Voix         | %            | Rang         | Voix        | %           | Rang        | Sièges   |
| ----- | --------- | ----- | --------------- | ------------ | ------------ | ------------ | ----------- | ----------- | ----------- | -------- |
| 2004  |           | MNR   | Île-de-France   | 43 171       | 1,18         | 8e           |             |             |             | 0 / 209  |
| 2010  |           | FN    | Haute-Normandie | 67 419       | 11,79        | 3e           | 89 333      | 14,20       | 3e          | 6 / 55   |
| 2015  | Normandie | FN    | 317 117         | 27,71        | 2e           | 374 089      | 27,50       | 3e          | 21 / 102    |          |
| 2021  | Normandie |       | RN              | 149 946      | 19,86        | 2e           | 146 383     | 19,52       | 3e          | 15 / 102 |

## Dans la fiction
Dans la bande dessinée d'anticipation de François Durpaire et Farid Boudjellal, La Présidente, où Marine Le Pen gagne l’élection présidentielle de 2017, Nicolas Bay devient ministre de l'Intérieur, de l'Immigration et de la Laïcité.